# 펠릭스 노이로이터
펠릭스 노이로이터(독일어: Felix Neureuther, 1984년 3월 26일~)는 독일의 알파인 스키 선수이다. 세계 알파인 스키 선수권 대회에서 메달 5개를 획득했으며, FIS 알파인 스키 월드컵에서 금메달 15개를 획득했다. 부모님인 크리스티안과 로지 모두 서독 국가대표 알파인 스키 선수 출신이며, 누나인 아멜리는 패션 디자이너이다.